# Петар Жапкар
Петар Жапкар (Марино Село, код Липика, 1897 – Мадрид, новембар 1936) је био југословенски и хрватски комуниста и учесник Шпанског грађанског рата.

## Биографија
Рођен је 1897. године у Марино Село у близини Липика.
Био је припадник југословенске емиграције у Совјетском Савезу.
Након избијања Шпанског грађанског рата, октобра 1936. године дошао је у Шпанију из Совјетског Савеза да се као добровољац бори на страни Републике.
Погинуо је током одбране Мадрида крајем новембра 1936. године.